# Deutscher Baukatalog
Der Deutsche Baukatalog (DBK) war eine Datenbank und eine Enzyklopädie für Produktinformationen aus dem Bereich Architektur und Bauwesen. Er enthielt eine Sammlung von über 75.000 Produkten von Herstellern in Deutschland, Österreich und der Schweiz. Architekten und Bauingenieure erhielten eine Übersicht über alle verfügbaren Bauprodukte sowie Unternehmen auf dem Markt. Der Katalog stellte eine Datenbank zur Unterstützung bei der Auswahl von Produkten.

## Geschichte
Der Deutsche Baukatalog erschien erstmals 1969 im Deutschen Baukatalog-Verlag. Im Jahr 1998 erhielt die bisherige Printausgabe als Zugabe eine CD-ROM. Diese bot den Nutzern zusätzliche Möglichkeiten für die Produktrecherche. Ab dem Jahr 2001 war der Deutsche Baukatalog auch online erhältlich, jedoch nur als Subdomain von DETAIL. In den Jahren 2003/04 hieß der Katalog Detail. Bauten + Produkte. Im Mai 2007 bekam der Baukatalog seine eigene Domain und wurde nur noch im Internet vom Institut für internationale Architektur-Dokumentation GmbH & Co.KG angeboten, welche auch die Bauzeitschrift Detail publiziert. Ende 2013 wurde das Angebot eingestellt.
Im Laufe der Jahre und mit der Umgestaltung des Deutschen Baukataloges von einer Printausgabe zu einem Onlineportal veränderte sich auch dessen inhaltliche Struktur. Zu Beginn gliederte er sich zuerst in 15 später in 16 Kapitel, welche in Anlehnung an die DIN 276 aufgebaut waren. Später unterteilte er sich in Trefferliste, Produktpräsentation sowie Unternehmensprofil, welche von einer intelligenten Suche unterstützt wurde.

## Inhalt
Der Deutsche Baukatalog war eine kostenlose Recherchedatenbank mit ungehindert öffentlichem Zugang. Er untergliederte sich in eine Produktdatenbank mit Abbildungen sowie eine Herstellerdatenbank mit Unternehmenskontakten. Die Daten waren thematisch in Kategorien klassifiziert.
Zu Beginn 2008 verzeichnete der Deutsche Baukatalog über 75.000 Einträge. Dabei unterteilte sich die Produktdatenbank in 24 alphabetisch geordnete Bereiche mit 1995 Unterkategorien, in welchen sich explizit nach Bau-Produkten suchen ließ. Ebenso gliederte sich die Unternehmensdatenbank in 24 Kategorien mit 74.264 Einträgen aus der Baubranche. 
Zu den Nutzern gehörten Architekturbüro, Architektur- und Bauingenieurbüro, Bauplanungsabteilung, Hochbauämter, Bau- und Siedlungsgesellschaft sowie Hochbauunternehmen.